# Franke (entreprise)
Pour les articles homonymes, voir Franke.
Franke Holding est un fournisseur mondial de produits pour la cuisine domestique, la grande cuisine et le secteur de l'hygiène. Le groupe d'entreprises emploie environ 8 500 personnes et a réalisé en 2020 un chiffre d'affaires de 2,18 milliards de francs suisses. Son propriétaire, Michael Pieper, occupe la 580e place sur la liste Forbes et fait donc également partie des 10 plus grandes fortunes suisses.

## Domaine d'activité
Les activités de la Franke Holding sont réparties dans les secteurs Franke Kitchen Systems, Franke Foodservice Systems, Franke Water Systems et Franke Coffee Systems. Franke Kitchen Systems est le premier fournisseur mondial de systèmes de cuisine (éviers, hottes, robinets, cuisinières, fours, etc.). Franke Foodservice Systems fournit des systèmes de cuisine et des services pour les restaurants Quick Service, Franke Water Systems produit des systèmes de buanderie et sanitaires pour le secteur public et semi-public et Franke Coffee Systems produit des machines à café professionnelles et semi-professionnelles entièrement automatisées.

## Histoire

### Phase de fondation
En 1911, Hermann Franke a fondé une entreprise de ferblanterie à Rorschach (Suisse). L'essor économique dans l'industrie et le bâtiment à la fin des années 1920 a conduit à l'adjonction d'un département d'installation sanitaire. Franke se lança dans la fabrication de poêles, de fenêtres de toit et de lucarnes. Dans les années 1930, les premiers éviers furent fabriqués en nickelin, en métal et plus tard en acier inoxydable. Franke construisit une nouvelle usine avec des bureaux et une maison d'habitation à Aarburg (Suisse). S'ensuivit la première fabrication en série ainsi que le premier évier entièrement soudé et sans joints. Hermann Franke mourut le 25 janvier 1939 et son fils Walter Franke reprit l'entreprise. La Seconde Guerre mondiale entraîna de grandes difficultés dans l'approvisionnement en matériaux. Dans les années d'après-guerre, Franke développa les installations de l'usine et fabriqua des cuisines complètes. Franke commença à exporter ses produits vers les pays européens voisins.

### Expansion
Franke a étendu ses activités et est devenu le leader du marché des éviers les plus modernes. En 1950, le groupe de produits Systèmes de buanderie et sanitaires fut solidement ancré avec une gamme complète de produits pour le secteur public et semi-public. Pour la première fois, des composants pour moteurs ont également été construits. Franke a réalisé son premier investissement étranger en Allemagne et comptait 500 employés en 1955. À la fin des années 1950, Franke a doublé sa production. Les installations de l'usine ont continué à se développer. La division "Cuisines industrielles" fut créée. En 1961, 750 personnes travaillaient pour Franke. Au cours des douze années suivantes, Franke a connu une nouvelle expansion : 13 nouvelles filiales et deux sociétés sous licence ont été créées. En 1972, Franke a construit et installé la première cuisine pour McDonald's à Munich. En 1974, l'entreprise comptait 2600 employés. En 1975, Franke changea de propriétaire. Willi Pieper, ami et partenaire commercial de Walter Franke, a repris l'entreprise. Quatre filiales et deux sociétés sous licence vinrent s'y ajouter. En 1979, le système d'évier compact Franke fut lancé. À la fin des années 1980, Franke a été divisée en divisions.

### Poursuite du développement
1989 : L'arrivée de Michael Pieper à la direction du groupe marque le début de la relève à la tête du groupe et la poursuite de son développement en un groupe d'entreprises actif au niveau mondial.
   1990 : Le conseil d'administration et les actionnaires de Franke Holding AG décident de lancer un programme d'investissement afin d'amener les entreprises suisses du groupe à un niveau technique supérieur d'ici 1994. La société britannique Carron Phoenix Holding, la société norvégienne Lino S/A et la société espagnole Soberana ont été rachetées en 1992.
   1993 : Création d'entreprises en République tchèque et en Pologne.
   1994 : Rachat de la société finno-suédoise Hackmann-Meka, de la société américaine IRC Parts & Supplies et de la société polonaise Gastopol.
   1995 : Acquisition de la société allemande Blefa GmbH à Kreuztal et d'une participation minoritaire dans la société russe AO Stamor, fabricant d'éviers à Saint-Pétersbourg.
   1996 : Acquisition de la division américaine Federal Home Products, ouverture d'une usine de production à Heshan City, en Chine, et ouverture d'un centre d'information à Aarburg.
   1997 : Acquisition de la société brésilienne Douat Inox. Ltda. et rachat de la société italienne Safer S.p.A.
   1998 : Acquisition de la société canadienne Kindred Industries, Ontario. La société Franke AG change de nom et devient Franke Schweiz AG.
   1999 : Acquisition de Stainless Holding Inc, de O'Brian Budd et de Met-Tec Installations Ltd et reprise de la société sud-africaine City Metal Products Ltd, construction d'une usine en Inde.
   2000 : Rachat de Niggemann Foodservice Technik GmbH & Co. KG à Bochum, et de la société hollandaise V. Swinkels B. V.
   2001 : Franke a racheté la société danoise A/S Panda Stål et la société britannique Ezra Hatton. Franke s'est davantage concentré sur les secteurs clés existants et a pris d'importantes mesures d'économie. L'effectif du personnel a diminué de 235 personnes pour atteindre 5246 employés. Pour rester compétitive à long terme, l'entreprise augmente ses investissements de 23 pour cent à 51,8 millions de francs suisses en raison du recul du chiffre d'affaires.
   2002 : La production de meubles de salle de bains de Franke Romont SA et le département d'appareils de cuisson et d'équipements pour grandes cuisines, regroupés au sein de Salvis SA, ont été vendus. Franke a acquis la société allemande Bremer Kaffeemaschinen GmbH. Le programme sanitaire a été élargi par l'acquisition de la société anglaise W&G Sissons Ltd. Les divisions du groupe comprennent désormais Franke Kitchen Systems, y compris Franke Washroom and Sanitary Systems, Franke Foodservice Systems (anciennement Contract Group) et Franke Coffee Systems.
   2003 : Franke a fusionné ses activités de systèmes de direction avec celles d'Adval Tech. Le groupe Franke a apporté à la joint-venture ses filiales Lanz Industrietechnik et Adval Tech ainsi que deux entreprises de Styner+Bienz.
   2004 : Le groupe Franke a repris 49 pour cent de Finfaber S.p.A., la société holding du groupe Faber dont le siège est à Fabriano, Italie, et le partenaire américain de distribution de machines à café Espresso Spezialist, Inc. à Seattle.
   2005 : Franke a repris l'intégralité du groupe Faber. Les deux sociétés sud-africaines Water Heating Systems Supa Heat Geysers (Pty.) Ltd. et The Geyser Company (Pty.) Ltd. ainsi que la société allemande AquaRotter GmbH sont acquises. Franke Holding AG est intégrée à la holding familiale de Michael Pieper, en plus de ses participations industrielles (Forbo, Adval Tech, Rieter, Feintool).
   2007 : Franke acquiert la société sud-africaine Defy Appliances (Pty) Ltd. avec 3 500 collaborateurs.
   2010 : Réalisation du Franke Artemis Group : les activités industrielles sont divisées en sous-groupes Franke Kitchen Systems Group et Franke Commercial Systems Group. Les activités non industrielles sont regroupées dans le Franke Asset Management Group et le Franke Artemis Real Estate Group.
   2012 : Le nouveau CEO de Franke Artemis Group est Alexander Zschokke. Son prédécesseur Michael Pieper, âgé de 66 ans, se retire de son poste pour "se consacrer entièrement à sa tâche de président de la direction de Franke Artemis Holding AG" écrit Franke dans un communiqué.
   2013 la société Franke Artemis Management AG est rebaptisée Franke Management AG, le nom Franke Artemis disparaît à nouveau. La même année, le fabricant de robinetterie KWC est racheté.
   2018 : Changement de CEO au sein du groupe Franke. Patrik Wohlhauser prend la direction de l'entreprise.
   2021 : Franke annonce la vente de l'ensemble de sa division "Water Systems".

## Produits
| Systèmes de cuisine Franke                                   | Systèmes Foodservice Franke                      | Systèmes sanitaires Franke                                        | Systèmes de café Franke                                   |
| ------------------------------------------------------------ | ------------------------------------------------ | ----------------------------------------------------------------- | --------------------------------------------------------- |
| éviers, hottes aspirantes, tables, plaques de cuisson, fours | systèmes et services pour la restauration rapide | systèmes sanitaires et de toilettes à usage public et semi-public | machines à café professionnelles et semi-professionnelles |
|                                                              |                                                  |                                                                   |                                                           |